# مصيدة شحوم

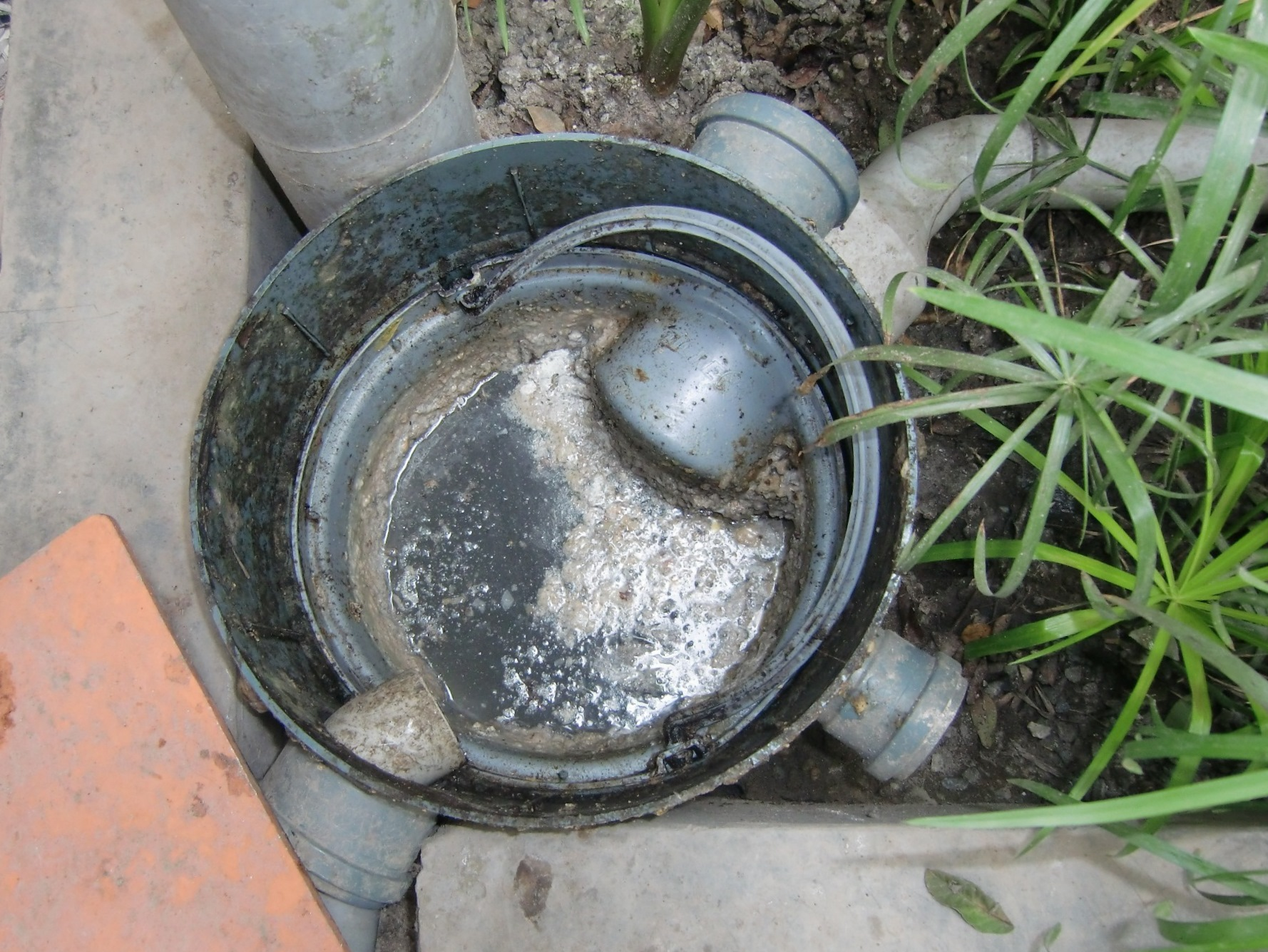
مصيدة شحوم في ليما، بيرو

مصيدة الشحوم أو مانعة الشحوم هي أدة في السباكة الصحية مصممة لاعتراض معظم الشحوم والمواد الصلبة قبل دخولها نظام التخلص من مياه الصرف الصحي. تحتوي مياه الصرف الصحية الشائعة على كميات صغيرة من الزيوت التي تدخل في خزانات الصرف الصحي ومرافق المعالجة وتشكل طبقة حثالة عائمة. يتم هضم طبقة الحثالة هذه ببطء شديد وتتفكك بواسطة الكائنات الحية الدقيقة في عملية الهضم اللاهوائي. يمكن أن تطغى الكميات الكبيرة من الزيت والناتجة من إعداد الطعام في المطاعم على خزان الصرف الصحي أو مرفق المعالجة، مما يتسبب في إطلاق مياه الصرف الصحي غير المعالجة في البيئة. الدهون عالية اللزوجة وشحوم الطهي تتجمد عند التبريد، ويمكن أن تتحد مع المواد الصلبة الأخرى التي يتم التخلص منها وتسبب إنسداد أنابيب التصريف.
تم استخدام مصائد الشحوم منذ الفترة الفكتورية: حصل «ناثال وايتنج» على أول براءة اختراع لها في أواخر القرن التاسع عشر. تقلل المصائد من كمية الدهون والزيوت والشحوم التي تدخل المجاري. وهي تضم صناديق داخل مجاري الصرف بين الأحواض في المطبخ ونظام الصرف الصحي. لا تستخدم هذه المصائد في المراحيض. يمكن تصنيعها من العديد من المواد المختلفة، مثل الفولاذ المقاوم للصدأ والبلاستيك والخرسانة والحديد الزهر. تتراوح سعتها من 35 لترًا إلى 45000 لتر وأكثر. يمكن أن تكون موجودة فوق الأرض، تحت الأرض، داخل المطبخ أو خارج المبنى.

## الأنواع والمعايير

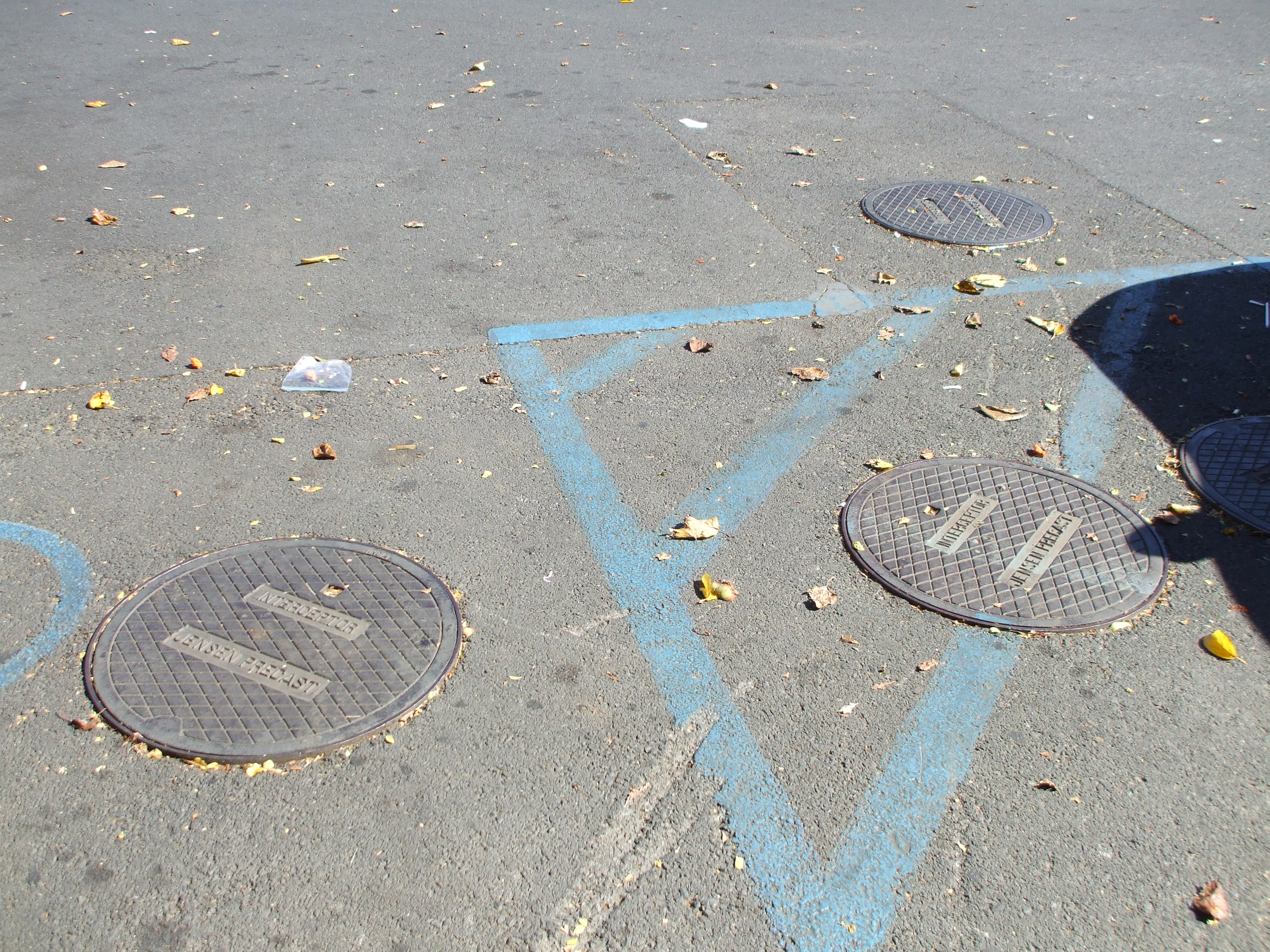
أغطية مناهل لمصيدة شحوم خارج مطعم.

هناك ثلاثة أنواع أساسية من هذه المصائد. الأكثر شيوعًا هي تلك التي تحددها الجمعية الأمريكية للمهندسين الميكانيكيين، باستخدام الصدادات أو ناشرات المدخل.
يعتمد حجم مصيدة الشحوم على حجم الحوض (2 أو 3 حجرات) وغسالة الصحون وأحواض الأواني وأحواض الممسحة. يتم النظر في معدلات التدفق التراكمي لهذه الأجهزة، وكذلك القدرة الإجمالية على الاحتفاظ بالشحوم (بالرطل أو الكيلوغرامات). حاليًا، يتم اعتماد معيار (ASME A112.14.3) في معظم الولايات المتحدة. يتطلب هذا المعيار أن تعترض مصائد الشحوم 90٪ على الأقل من الشحوم الواردة.
يجب إفراغ وتنظيف مصائد الشحوم السلبية عند امتلائها بنسبة 25٪. عندما تمتلئ المصائد بالدهون والزيوت والشحوم، فإنها تصبح أقل إنتاجية لتجميع الشحوم. مصيدة الشحوم المتكاملة تمنع أي شحوم من الدخول للصرف الصحي.

## الاستخدامات
- تنتج مطابخ المطاعم والخدمات الغذائية الكثير من نفايات الشحوم الموجودة في خطوط الصرف من الأحواض وغسالات الصحون ومعدات الطهي المختلفة. إذا لم تتم إزالتها، يمكن أن يتكتل الشحم ويسبب الانسداد للمجاري.

- تشير التقديرات إلى أن 50 ٪ من جميع فيضانات المجاري ناتجة عن تراكم الشحوم، ما يعادل أكثر من 10 مليارات جالون أمريكي من انسكابات الصرف الصحي الخام سنويًا.

## طريقة العمل
عندما يتدفق الصرف من بالوعة المطبخ في مصيدة الشحوم، تترسب جزيئات الطعام الصلبة في الأسفل، بينما تتطفو الشحوم الأخف والزيت إلى الأعلى. ثم يمر الماء الخالي من الشحم نسبيًا إلى نظام الصرف الصحي العادي. يجب إزالة المواد الصلبة الغذائية في الأسفل والزيت العائم والشحوم بشكل دوري حسب سعة خزان الصرف الصحي. مصيدة الشحوم التقليدية ليست وحدة للتخلص من الطعام. يجب كشط الطعام غير المكتمل في سلة المهملات أو سلة إعادة تدوير الطعام. يجب كشط الميلك شيك والمرق والصلصات والمواد الغذائية الصلبة من الأطباق قبل دخول الحوض أو غسالة الصحون.

## التخلص من الشحوم العالقة
تسمى النفايات الناتجة عن مصائد الشحوم والمُعترضات بالجاذبية بالشحوم البنية. الشحوم البنية عبارة عن مواد صلبة غذائية متعفنة مع الدهون والزيوت والشحوم. يتم ضخ الشحم البني من المصائد والمعترضات بواسطة شاحنات ضخ الشحوم. على عكس الشحوم الصفراء المجمعة، يذهب معظم الشحم البني إلى مواقع دفن النفايات.